# 足湯

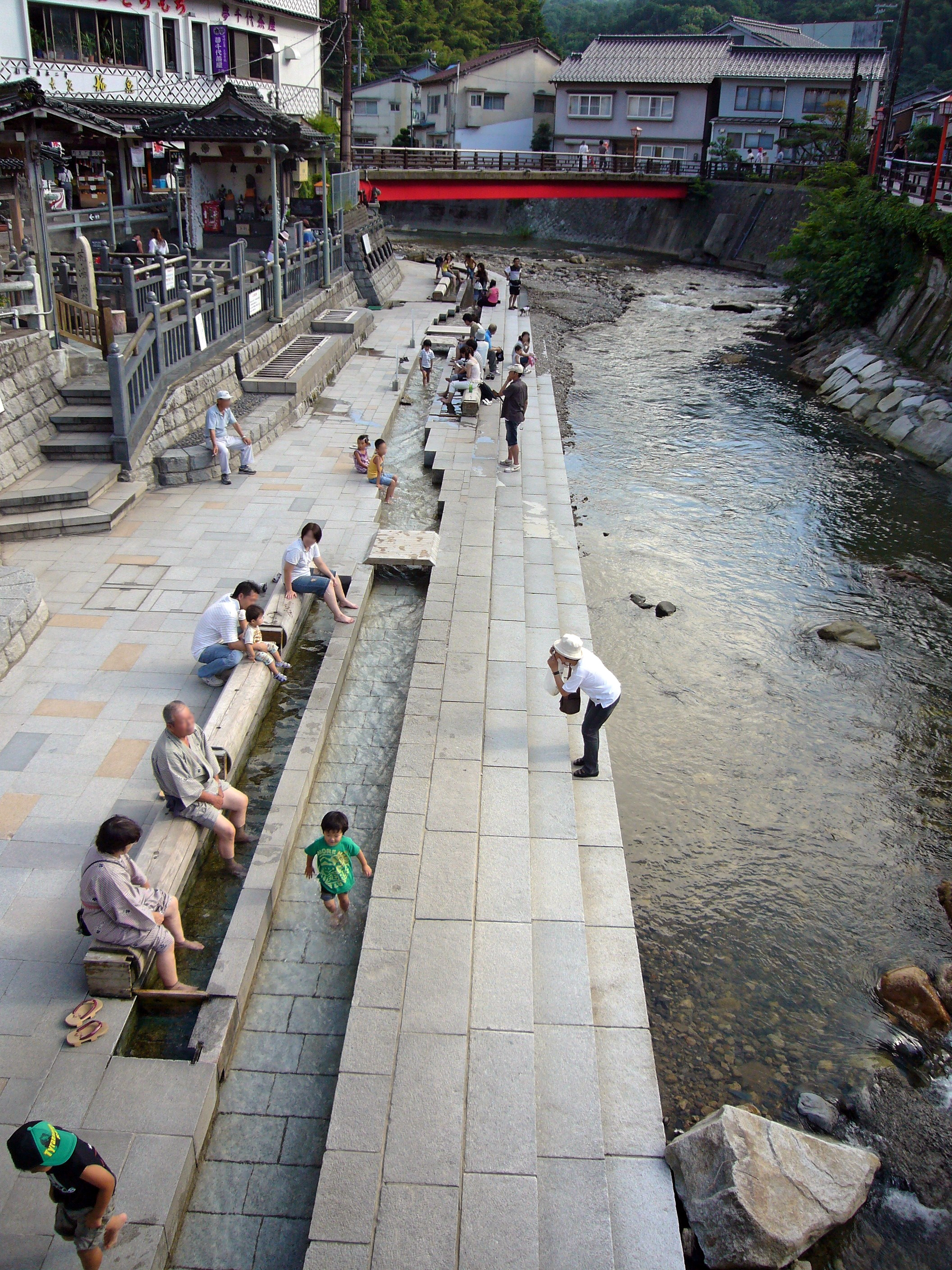
湯村温泉の足湯「ふれ愛の湯」

足湯（あしゆ）とは、足だけを湯につける入浴法。また、そのための浴槽や、それが設置してある場所である。足浴（そくよく、あしよく）とも言う。温泉地にも多く、足湯めぐりが観光スポット化しており、のぼせにくく全身を温めることができる。塩分、炭酸の追加で保温効果が高まる。就寝前の足湯が睡眠をよくする、などいくつかの医学研究が実施されている。

## 特徴
全身で入浴する通常の温泉と違って、膝下だけお湯に浸かるため、のぼせにくく、足に太い血管が通っているため全身を温めることができる。足湯用の容器や、足湯器もある。
服を脱がずに手軽に温泉を楽しめるため、温泉街の街角に設置されることが多い。他にも、鉄道駅、道の駅、公園、空港、港など、観光客が多く集まる場所で見かけられる。また、列車内に足湯が設置された例（近鉄の観光列車「つどい」、JR東日本の「とれいゆつばさ」）や、美術館に足湯が設置される例（箱根彫刻の森美術館）もある。まれに更衣室が用意された足湯がある。しかし、鳴子温泉や城崎温泉のように、下駄履きを前提としてある温泉地もあり、そこでは裸足・素足に下駄で過ごせば問題ない。
着衣のまま利用できる温浴施設として、足湯の一部には手湯を併設する施設もある。また、温泉蒸気を利用したものとしては、鉄輪温泉の「足蒸し」や、酸ヶ湯温泉の「まんじゅうふかし」などがある。
被災地で、足湯をしながらコミュニケーションやマッサージを行うボランティア活動も行われている。

## 医学的効用
10分の足湯では身体深部の温度は上昇せず、表面の体温が上昇する。30分間の長時間でも、深部温度が上昇しない程度であれば循環系への影響は少ない。心臓から一番遠い右足だけの湯浴でも、血流量は増加する。
塩を追加した足湯は、塩を加えていない場合より身体の保温性が良い。炭酸の追加でも同様の結果があり、皮膚の血流も増加した。汗は自然な保湿剤だが、アトピー性皮膚炎では汗のかきすぎも皮膚に良くないことがあり、特に乾燥肌では足湯によって発汗機能を回復し水分を保持できるような保湿剤を併用するのが良い。足の乾燥を防いだり角質化の防止には、足湯後に湯をふき取り足を保湿する必要がある。
高齢者以外の成人の不眠症では、睡眠前に生じる体温上昇程度に温めることで睡眠傾向を高めることができ、足の加温には、足湯や電気器具が使える。23名でのランダム化比較試験により、外傷性脳損傷の者の睡眠障害を緩和していた。60名でのランダム化比較試験では、足湯は、糖尿病性末梢神経障害の疼痛をやわらげ、塩を追加した足湯の方が効果があった。
国立循環器病センターの研究グループが心臓機能改善効果の症例を発表した。それによれば、全身浴のできない20 - 40歳代の移植待機患者4人に対して、温かい蒸気の出る「足湯」装置を使い、42度で15分間温め、30分間保温する治療を2週間行ったところ、体の深部の温度が上がって末梢血管の血流がスムーズになることで、心臓のポンプ機能への負担が軽減する一定の効果が認められた。また、拡張型心筋症の患者に足湯を行った結果、心筋に酸素や栄養を送る血管の広がりやすさ（血管内皮機能）が正常値まで改善した。研究グループでは今後も検証を進める方針。
産褥期の妊婦に対する医学的効用が示唆されている。愛知医科大学の研究報告によると、産褥早期の足湯によって、仮性陥没乳頭・扁平乳頭は正常乳頭に、乳頭・乳輪は柔らかい状態へと早期に変化し、乳輪浮腫は早期に消失するなど、足湯が妊婦の乳頭形態と乳頭・乳輪の状態に良い影響を及ぼすと報告された。また、足湯は血流を促進させて皮膚温を上昇させ、かつ代謝の亢進を促し、乳房皮膚温の上昇、乳汁産生量の増加、乳汁貯留の軽減、乳汁の分泌開始時期を早める効果を持つことが明らかになった。

## 安全性の問題
2012年の調査では、全国各地の温泉利用の足湯において、約30%に温泉水に生息するレジオネラ属菌が生息しており、レジオネラ症が発生する可能性は否定できず、レジオネラ属菌の現状把握とともに衛生的維持管理の継続が求められている（ミスト状に飛んだものを吸い込むとリスクとなる）。公衆浴場法の対象外で衛生基準はなく、管理者次第である。

## 海外の温泉足湯

### 台湾
| 名称                 | 地名         | 開設       | 特徴   | 参照   |
| -------------------- | ------------ | ---------- | ------ | ------ |
| 泉源公園泡腳池園区   | 台北市北投   | 2011年1月  |        | [ 22 ] |
| 硫砿谷泡腳池園區     | 台北市北投   | 2014年9月  |        | 〃     |
| 復興公園泡腳池園区   | 台北市北投   | 2014年12月 |        | 〃     |
| 清水地熱公園         | 宜蘭県大同郷 | 2014年     |        | [ 23 ] |
| 幸福侯車亭温泉泡脚池 | 宜蘭県三星   | 2020年     | バス停 | [ 24 ] |

## 参考画像

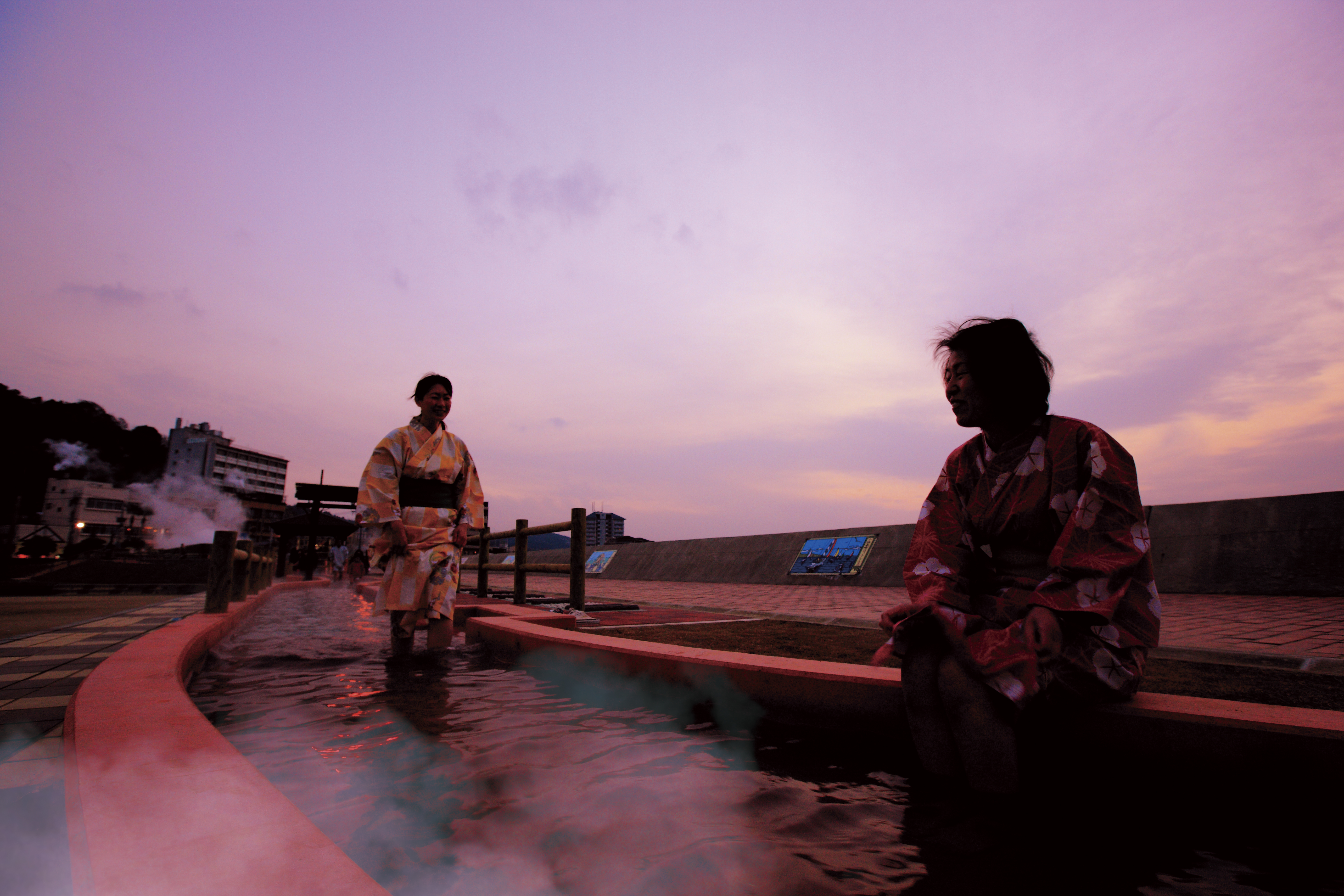
小浜温泉の足湯「ほっとふっと105」
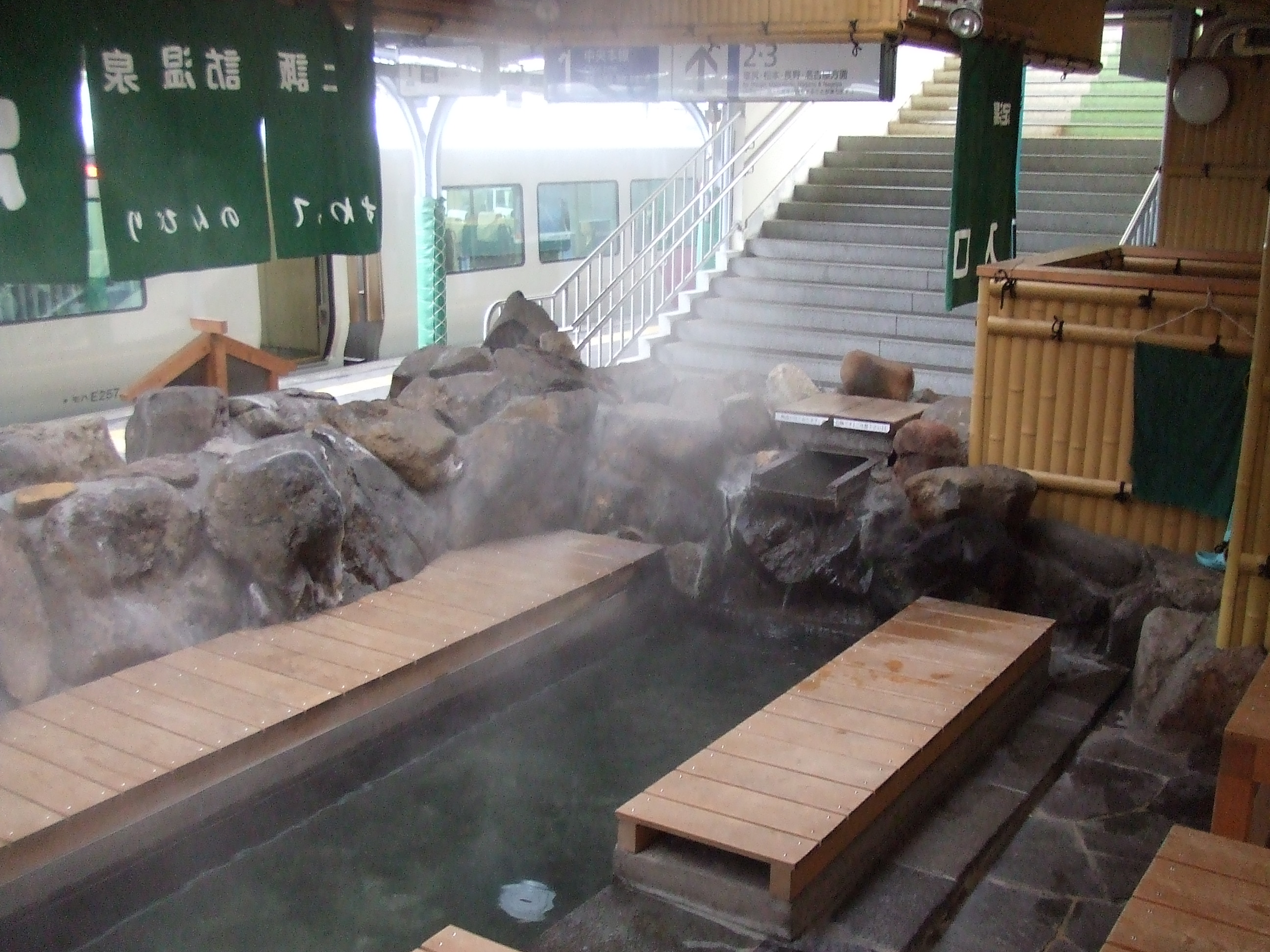
上諏訪駅にある足湯
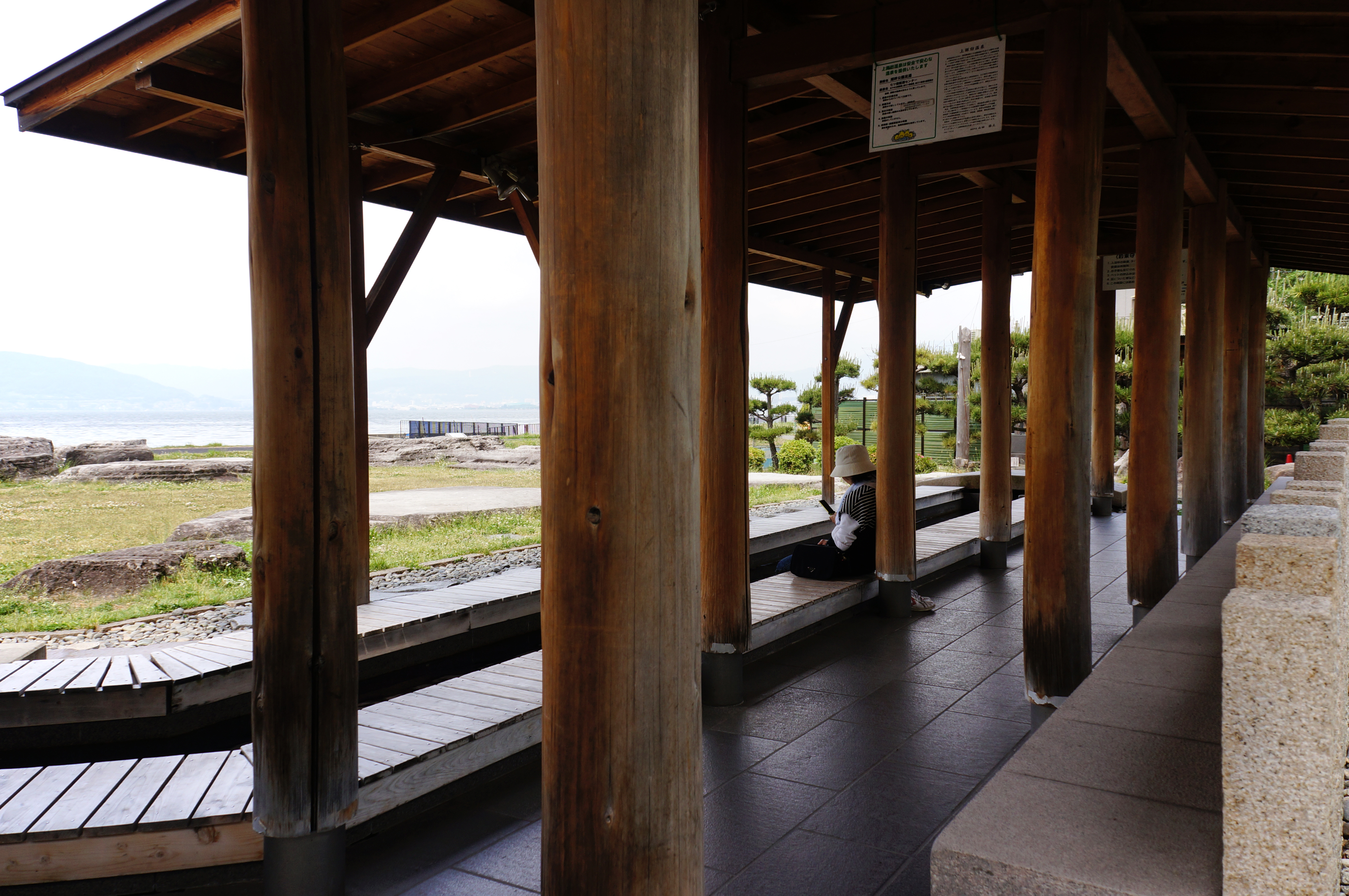
諏訪湖畔公園にある足湯
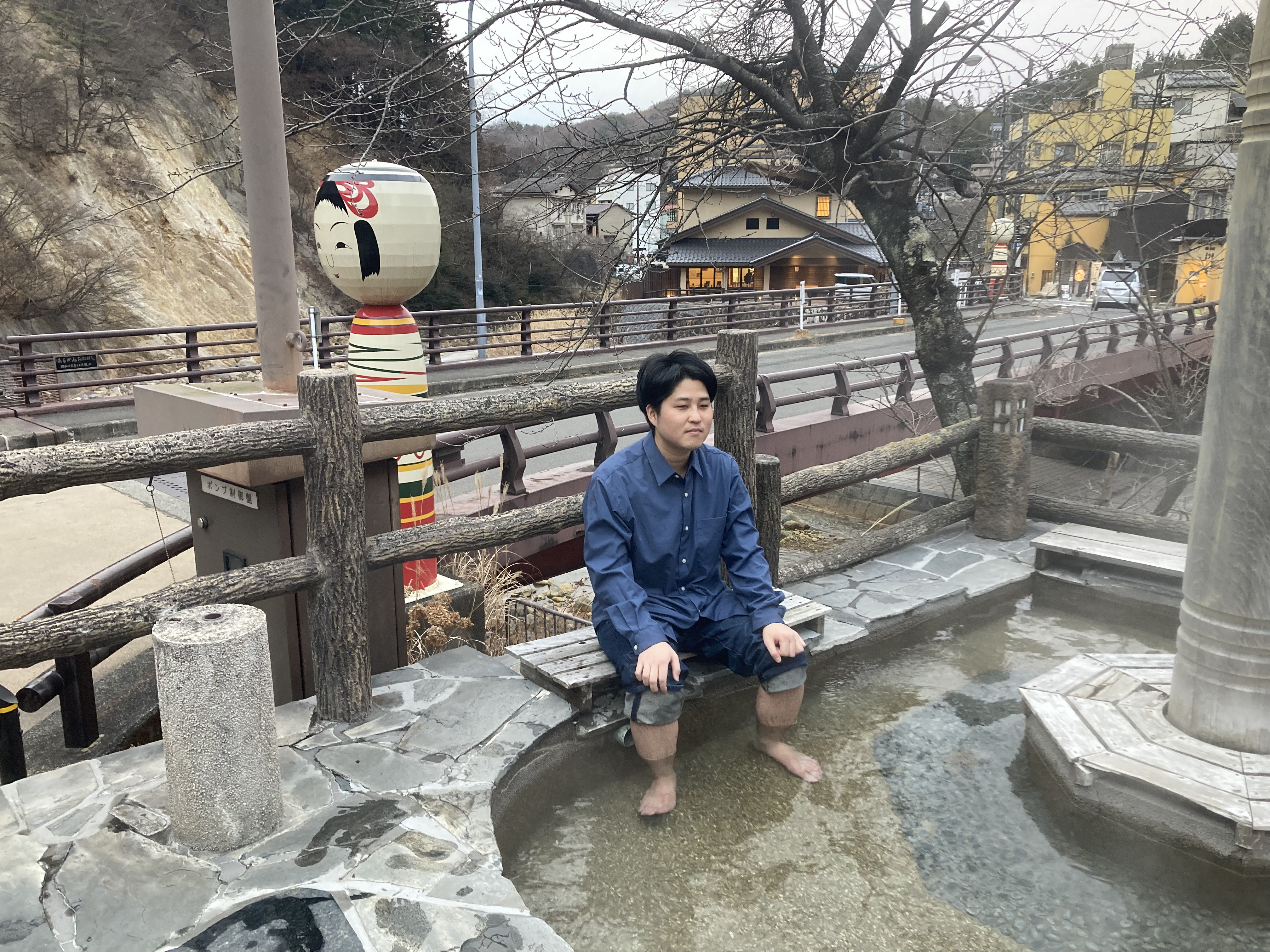
土湯温泉にある足湯「かじかの湯」